# Fons de garantia de dipòsits

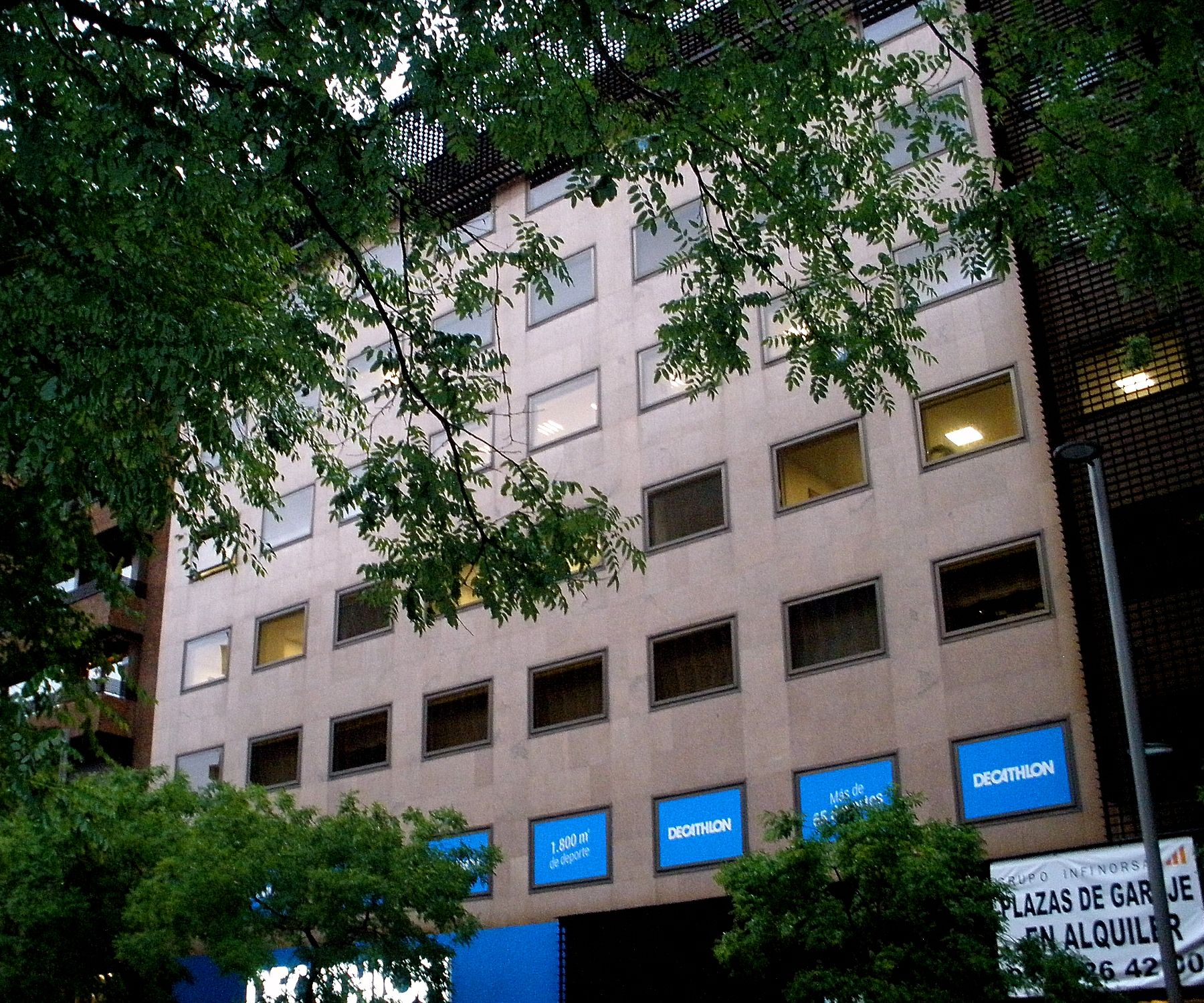
Oficines del Fons de Garantia de Dipòsits d'Entitats de Crèdit (FDG), al carrer Ortega y Gasset, núm. 22 de Madrid.

El Fons de Garantia de Dipòsits d'Entitats de Crèdit (FGD) és un fons, existent a Espanya, finançat pels bancs i el Banc d'Espanya encarregat de pagar als dipositants en cas d'insolvència d'entitats financeres.

## Creació
El Fons de Garantia de Dipòsits sorgeix el novembre de 1977 amb la finalitat de protegir els dipositaris i molt especialment als estalviadors modestos. Sorgeix també com a instrument de disciplina operativa de les institucions de crèdit. Es va crear seguint recomanacions i sobre la base de la pràctica que es tenia en alguns països de la Unió Europea on ja funcionava des de feia temps. Es crea al Banc d'Espanya, al que correspon la seva gestió i administració.

## Entitats participants
En el Fons s'integren inicialment tots els bancs inscrits en el Registre de Bancs i Banquers, i que tinguin accés al finançament del Banc d'Espanya. Els Bancs aportaran una quantitat equivalent a l'1,2‰ dels seus dipòsits a 31 de desembre. L'aportació del Banc d'Espanya serà equivalent a la suma de les aportacions dels bancs restants. En 1989 l'aportació de la Banca es va elevar al 2‰ dels actius computables. En una esmena a la LP/90 l'aportació se situa en un 2,5‰.

## Funcionament
Quan un banc té problemes patrimonials, el Banc d'Espanya l'insta a resoldre'ls amb noves aportacions dels socis anteriors o d'altres nous. En el cas que eixe banc no aconsegueixi resoldre el problema, la Comissió Gestora del Fons (integrada per 4 representants de la Banca i 4 del Banc d'Espanya, convoca una Junta extraordinària d'accionistes per a procedir a la reducció de capital i procedir a una posterior ampliació. Si no s'assoleix aquesta aprovació, l'entitat seguirà el procés legal de dissolució, amb la fallida o suspensió de pagaments i el Fons satisfà l'import dels dipòsits fins a un màxim de 15.000 euros (20.000 euros a partir de l'any 2000) per dipositant. Si assolida l'aprovació, no es troben els subscriptors necessaris, i la Comissió considera que la salvació de l'entitat és viable, el Fons subscriu tot o part del capital, emprèn les tasques necessàries per al seu sanejament i tracta de retornar l'entitat al sector privat mitjançant subhasta restringida.
S'han reforçat les possibilitats d'actuació del Fons permetent-li, per a fer possible la superació de l'Estat d'insolvències del Banc afectat, assumir pèrdues, préstecs, garanties i adquirir actius, sempre que contribueixi a evitar majors perjudicis i estigui en línia amb els objectius de sanejament i solvència del sistema bancari que inspiren la creació i funcionament del Fons. La normativa ha estat concretada pel reial decret 2606/1996, de 20 de desembre, de Fons de Garantia de Dipòsits d'Entitats de Crèdit.

## Objecte i personalitat jurídica
Els fons de garantia de dipòsits en establiments bancaris, caixes d'estalvis i cooperatives de crèdit tenen personalitat jurídica, amb plena capacitat per al desenvolupament de les seves finalitats, en règim de dret privat.

## Patrimoni dels fons
- 1. Les aportacions anuals de les entitats integrades en els fons seran del 2‰ dels dipòsits als quals s'estén la seva garantia existent al tancament de cada exercici.
- 2. Les aportacions anuals de les entitats adscrites aniran destinades a cobrir les necessitats derivades de les funcions atribuïdes als fons i s'ingressaran en el compte del corresponent fons al Banc d'Espanya, a partir de la data de tancament de cada exercici, en un o més desemborsaments, a la vista de les necessitats del Fons, i en els terminis que fixi la comissió gestora corresponent.
- 3. Quan el patrimoni d'un fons arriba a una quantia suficient per al compliment de les seves fins, el Ministre d'Economia i Hisenda, a proposta del Banc d'Espanya, podrà acordar la disminució de les aportacions esmentades en el nombre 1. En tot cas, aquestes aportacions se suspendran quan el fons patrimonial no compromès en operacions pròpies de l'objecte dels fons iguali o superi l'1 per 100 dels dipòsits de les entitats adscrites a ells.

## Definició dels dipòsits garantits
Tindran la consideració de dipòsits garantits els saldos creditors mantinguts en compte, inclosos els fons procedents de situacions transitòries per operacions de tràfic i els certificats de dipòsit nominatius que l'entitat tingui obligació de restituir en les condicions legals i contractuals aplicables, qualsevol que sigui la moneda que estiguin nominats i sempre que estiguin constituïts a Espanya o en altre Estat membre de la Unió Europea. La garantia s'aplicarà per dipositant, sigui persona natural o jurídica, i qualssevol que siguin el nombre i classe de dipòsits que figuri com a titular de la mateixa entitat. Aquest límit s'aplicarà també als dipositants titulars de dipòsits d'import superior al màxim garantit.